# مكتبة البنية التحتية لتقانة المعلومات
مكتبة البنية التحتية لتقنية المعلومات (بالإنجليزية: Information Technology Infrastructure Library)‏ اختصاراً ITIL، هي مجموعة من المفاهيم والممارسات لإدارة الخدمات المعلوماتية (تقنية المعلومات).
تعطي مكتبة البنية التحتية لتقنية المعلومات وصفا مفصلا لعدد من الممارسات الهامة في تكنولوجيا المعلومات، وتوفر قوائم مرجعية شاملة، بالإضافة إلى المهام والإجراءات التي يمكن أن تقوم أي شركة بالتعديل عليها لتناسب احتياجاتها، يتم نشر هذه المفاهيم والممارسات في سلسلة من الكتب كل كتاب منها يغطي جزء من إدارة تقنية المعلومات ويطلق عليها اسم ITIL بالإنجليزية. مكتبة البنية التحتية لتكنولوجيا المعلومات هي علامات تجارية مسجلة في المملكة المتحدة ومكتب التجارة الحكومية (OGC).

## التاريخ
بناء على الاعتماد المتزايد على تقنية المعلومات، قامت الهيئة المركزية للكمبيوتر والاتصالات والتابعة لحكومة المملكة المتحدة في الثمانينات بوضع مجموع من التوصيات، واكتشفت فيما بعد أنه حتى بدون وضع تلك الممارسات الموحدة إلا أن القطاعات الحكومية والخاصة قامت بعمل أنظمة خاصة بها لإدارة خدمات تقنية المعلومات.
نشأت مكتبة البنية التحتية لتقنية المعلومات بوصفها مجموعة من الكتب يغطي كل منها مفاهيم وممارسات محددة في إطار إدارة خدمات تقنية المعلومات وتعتمد جميعها أنظمة لمراقبة وإدارة العمليات في تقنية المعلومات في كثير من الأحيان.
تم نشر أول كتاب يخص مكتبة البنية التحتية لتقنية المعلومات في عام 1989، وإزداد عدد الكتب بسرعة كبيرة ليصل إلى أكثر من 30 كتاب يختص بالنسخة الأولى من مكتبة البنية التحتية لتقنية المعلومات.
و لجعل مكتبة البنية التحتية لتقنية المعلومات سهلة الوصول للجميع وذات سعر معقول، فقد تم إصدار النسخة الثانية منها وأختصرت إلى 8 كتب، حيث تم جمع تلك الكتب بما تحتويه من توجيهات لإدارة الجوانب المختلفة من إدارة خدمات تقنيات المعلومات وتطبيقها وبالرغم من ذلك إلا أن الموضوع الأساسي كان هو إدارة الخدمة (خدمة توفير خدمات تقنية المعلومات وتقديم الدعم الفني للازم لها) وهو الامر الشائع حتى الآن.
- أبريل 2001 تم دمج الهيئة المركزية للكمبيوتر والاتصالات مع مكتب التجارة الحكومية التابع لوزارة المالية في المملكة المتحدة.
- تم إصدار قاموس النسخة الثانية من مكتبة البنية التحتية لتقنية المعلومات في 2006
- في شهر مايو 2007 تم إصدار النسخة الثالثة من مكتبة البنية التحتية لتقنية المعلومات، وتحتوي على 26 عملية ووظيفة، اندمجت في 5 كتب تتمحور حول نظريات دورة حياة الخدمات التقنية.
- في عام 2009 أعلن مكتب التجارة الحكومية عن بدء إيقاف التعامل بالنسخة الثانية من مكتبة البنية التحتية لتقنية المعلومات، وبدأ التشاور في كيفية الانتقال إلى النسخة الثالثة من المكتبة.

## النسخة الثالثة من مكتبة البنية التحتية لتقنية المعلومات
في 30 جوان 2011, توقف العمل بالإصدار الثاني من المكتبة وتم تعويضه بالنسخة الثالثة. وتتكون النسخة الجديدة من مكتبة البنية التحتية لتقنية المعلومات من 5 أجزاء وتم إصدارها في مايو 2007، وتم تحديثها في جويلية 2011 بتسمية 2011 ITIL للتميز عن سابقتها، هذه الأجزاء هي:
1. إستراتيجية الخدمة
2. تصميم الخدمة
3. الانتقال للخدمة
4. عمليات تشغيل الخدمة
5. التحسين المستمر للخدمة

### إستراتيجية الخدمة
كونها نقطة الارتكاز في مكتبة البنية التحتية لتقنية المعلومات فقد واصلت تقديم توجيهات بشأن توضيح وتحديد أولويات الخدمات والاستثمارات في مجال توفير الخدمات التقنية، بصورة أعم تركز إستراتيجية الخدمة على مساعدة إدارات تقنية المعلومات في الشركات في تحسين وتطوير الخدمة على المدى الطويل، ومن أهم الموضوعات التي تشملها الخدمة التعريف بأهمية الخدمات تطوير الخدمات حسب الحاجة في العمل، أصول الخدمات، تحليل السوق، أنواع موردي الخدمة.العمليات التي تغطيها:
- إدارة وثائق الخدمات
- إدارة الحاجة إلى الخدمات
- الإدارة المالية لخدمات تقنية المعلومات

### تصميم الخدمة
يوفر تصميم الخدمة إرشادات الممارسة الجيدة لتصميم خدمات تكنولوجيا المعلومات، والعمليات، والجوانب الأخرى لإدارة الخدمات. بوجه عام فإن تصميم الخدمات باستخدام مكتبة البنية التحتية لتقنية المعلومات سيحتوي على جميع العناصر ذات الصلة لتقديم خدمات تقنية المعلومات، بدلا من التركيز على الناحية التقنية فقط، سيتم الأخذ بعين الاعتبار ملائمة هذه الخدمات للمؤسسات الكبرى، المؤسسات التقنية، الأنظمة المطلوبة لإدارة العمليات والخدمات، العلميات اللازمة لتشغيل ودعم هذه الخدمة بالإضافة إلى خطة التعامل مع الجهات الموردة للخدمة.العمليات التي تغطيها:
| - إدارة مستوى الخدمة - إدارة إتاحة الخدمة - إدارة سعة الخدمة - إدارة استمرارية الخدمة | - إدارة أمن المعلومات - إدارة موردي الخدمة - إدارة بيان الخدمات |

### انتقال الخدمة
هي مرحلة في دورة حياة خدمة تكنولوجيا معلومات معينة. وانتقال الخدمة يشتمل على عدد من العمليات والوظائف، وهو أيضاً عنوان أحد المطبوعات المركزية لمكتبة البنية التحتية لتكنولوجيا المعلومات.العمليات التي تغطيها:
| - إدارة أصول وتهيئة الخدمة - الاختبار والتثبت من الخدمة - تقييم الخدمة | - إدارة الإطلاق وتدشين الخدمة - إدارة التغيير إلى الخدمة - إدارة المعرفة بالخدمة |

### عمليات تشغيل الخدمة
هي مرحلة في دورة حياة أي خدمة تقنية معلومات. وعمليات تشغيل الخدمة تشتمل على عدد من العمليات والوظائف وهو عنوان أحد المطبوعات المركزية لمكتبة البنية التحتية لتقنية المعلومات.العمليات التي تغطيها:
- إدارة الأحداث
- إدارة الحوادث
- إدارة المشاكل
- تلبية الطلب
- إدارة الوصول

### التحسين المستمر للخدمة
هي مرحلة في دورة حياة أي خدمة تكنولوجيا معلومات، وهو أيضاً عنوان أحد المطبوعات المركزية لمكتبة البنية التحتية لتكنولوجيا المعلومات. والتحسين المستمر للخدمة مسؤول عن إدارة التحسينات في عمليات إدارة خدمات تكنولوجيا المعلومات وفي خدمات تكنولوجيا المعلومات. يتم باستمرار قياس أداء مقدم خدمات تكنولوجيا المعلومات وإجراء تحسينات للعمليات، ولخدمات تكنولوجيا المعلومات، وللبنية التحتية لتكنولوجيا المعلومات بهدف زيادة الكفاءة والفعالية وفعالية التكلفة.
العمليات التي تغطيها:
- إدارة مستوى الخدمة
- قياس مستوى الخدمة
- التحسين المستمر للخدمة

## نظرة عامة على النسخة الثانية من مكتبة البنية التحتية لتقنية المعلومات

### دعم الخدمة
دائرة الدعم والانضباط لاتركز على المستخدم لخدمات تكنولوجيا المعلومات والاتصالات وتعنى في المقام الأول ضمان حصولهم على الخدمات المناسبة لدعم وظائف العمل.
إلى رجال الأعمال والعملاء والمستخدمين هي نقطة دخول إلى نموذج العملية. أنها تدخل في دعم الخدمة عن طريق:
- طلب التغييرات
- الحاجة إلى الاتصال والتحديثات
- مواجهت الصعوبات والاستعلامات
- حقيقي عملية التسليم

خدمة الوظائف المكتبية مثل نقطة اتصال واحدة للمستخدمين النهائيين 'الحوادث. أول وظيفة له هو دائما «الخلق» وقوع حادث. إذا كان هناك حل مباشر، فإنه يحاول حل هذا الحادث على المستوى الأول. إذا كان مكتب الخدمات لا يمكن أن يحل هذا الحادث، تنتقل إلى مجموعة المستوى الثاني/الثالث في إطار نظام إدارة الحادث. تبدأ الحوادث في سلسلة من العمليات: إدارة الحوادث، مشكلة الإدارة، وإدارة التغيير، إدارة الإصدار وإدارة التكوين. هذه السلسلة من العمليات التي تتبع باستخدام قاعدة بيانات إدارة التهيئة (CMDB)، الذي يسجل كل عملية، وايجاد المستندات المخرجة لأغراض التتبع (إدارة الجودة).

#### إدارة طلب الخدمات
هو نقطة الاتصال المفردة بين مقدم الخدمة والمستخدمين. ومكتب الخدمة المثالي يدير الحوادث وطلبات الخدمة، وأيضاً مسؤول عن الاتصالات مع المستخدمين.

#### إدارة الحوادث
هي العملية المسؤولة عن إدارة دورة حياة جميع الحوادث. والهدف الرئيسي لإدارة الحوادث هو إعادة خدمة تكنولوجيا المعلومات للمستخدمين بأقصى سرعة ممكنة.
تهدف كذلك إلى التقليل من التأثير السلبي على العمليات التجارية، وبالتالي ضمان أفضل مستويات الخدمة والجودة وتوافر ليتم الحفاظ عليها. ' خدمة العمليات الطبيعية' هو المعرفة هنا بأنها عملية الخدمة في إطار اتفاق مستوى الخدمة (SLA) المحدودة.
ويمكن لإدارة الحوادث أن يتم تعريفها بأنها:
و'الحوادث' التي هي على أية حال ليست جزءا من العملية معيار الخدمة والذي يؤدي أو قد يسبب، بانقطاع أو انخفاض في جودة الخدمة.
الهدف من إدارة الحوادث هو استعادة العمليات العادية في أسرع وقت ممكن مع اقل تأثير ممكن على أي من الأعمال أو للمستخدم، وذلك بتكلفة السعر الفعلي

#### إدارة المشاكل
هي العملية المسؤولة عن إدارة دورة حياة جميع المشاكل. والأهداف الرئيسية لإدارة المشاكل هي منع الحوادث من أن تقع، وتقليل آثار الحوادث إلى أدنى درجة ممكنة إن لم يكن منعها

#### إدارة التغيير
هي العملية المسؤولة عن التحكم في دورة حياة جميع التغييرات. الهدف الأساسي لإدارة التغيير هو إتاحة تنفيذ التغييرات المفيدة، بأقل قدر ممكن من تعطيل خدمات تكنولوجيا المعلومات.

#### إدارة الإطلاق
هي العملية المسؤولة عن تخطيط وجدولة والتحكم في نقل الإطلاقات إلى بيئة الاختبار والبيئة الفعلية. والهدف الرئيسي من إدارة الإطلاق هو ضمان حماية سلامة البيئة الفعلية وضمان صحة المكونات التي يتم إطلاقها. وإدارة الإطلاق هي جزء من عملية إدارة الإطلاق والتدشين.

#### إدارة التهيئة
هي العملية المسؤولة عن الاحتفاظ بمعلومات عن عناصر التهيئة المطلوبة لإيصال خدمة تكنولوجيا المعلومات، بما في ذلك العلاقات بين بعضها البعض. وتتم إدارة تلك المعلومات على مدار دورة حياة عنصر التهيئة. وإدارة التهيئة هي جزء من الإطار العام لعملية إدارة أصول وتهيئة الخدمة.

### تقديم الخدمة

#### إدارة مستوى الخدمة
هي العملية المسؤولة عن التفاوض في اتفاقيات مستوى الخدمة، والتأكد من تحقيقها. وإدارة مستوى الخدمة هي المسؤولة عن التأكد من أن جميع عمليات إدارة خدمة تكنولوجيا المعلومات واتفاقيات مستوى التشغيل والعقود الملزمة الخاصة بها تكون ملائمة لأهداف مستوى الخدمة المتفق عليها. وإدارة مستوى الخدمة تتابع وتبلِّغ مستويات الخدمة وتعقد مراجعات منتظمة للعملاء.

#### إدارة سعة الخدمة
هي العملية المسؤولة عن ضمان أن سعة خدمات تكنولوجيا المعلومات والبنية التحتية لتكنولوجيا المعلومات قادرة على تحقيق أهداف مستوى الخدمة المتفق عليها بفعالية التكلفة ووقت مناسب. وإدارة السعة تأخذ في الاعتبار جميع الموارد الضرورية لتوصيل خدمة تكنولوجيا المعلومات، وتقوم بالتخطيط لمتطلبات العمل على المدى القريب والمتوسط والبعيد.

#### إدارة استمرارية خدمة تقنية المعلومات
استمرار خدمات تكنولوجيا الاتصالات ويغطي إدارة العمليات التي خطط لها ووضعت في المكان الصحيح. ليس فقط تدبير لرد الفعل، ولكن أيضا تدبير استباقي للحد من خطر وقوع كارثة في المقام الأول.
إدارة الاستمرارية تختص بأصحاب الطلب للمحافظة على البنية التحتية المستخدمة لتقديم خدمات تكنولوجيا المعلومات.
إدارة الاستمرارية تشتمل على الخطوات الأساسية التالية:
- إعطاء الأولوية للأنشطة التي سيتم استردادها من خلال إجراء تحليل الأثار التجارية.
- تنفيذ عملية تقييم المخاطر (ويعرف أيضا باسم تحليل المخاطر) لكل من خدمات تكنولوجيا المعلومات للتعرف على الأصول، والتهديدات ومواطن الضعف والتدابير المضادة لكل خدمة.
- تقييم الخيارات لتحقيق الانتعاش
- إنتاج خطة الطوارئ
- اختبار ومراجعة وتنقيح الخطة على أساس منتظم

#### إدارة الإتاحة
هي العملية المسؤولة عن تعريف وتحليل وتخطيط وقياس وتحسين جميع جوانب الإتاحة لخدمات تكنولوجيا المعلومات. وإدارة الإتاحة مسؤولة عن التأكد من أن جميع ما يتعلق بتكنولوجيا المعلومات من البنية التحتية والعمليات والأدوات والأدوار وغيرها تكون ملائمة لأهداف مستوى الخدمة المتفق عليها للإتاحة.

#### الإدارة المالية للخدمات التقنية
هي الوظيفة والعمليات المسؤولة عن إدارة الموازنة والمحاسبة ومتطلبات المطالبة المالية الخاصة بمقدم خدمة تكنولوجيا المعلومات.

### التخطيط لاستخدام نظام إدارة الخدمات
محاولات لتزويد الممارسين مع وضع إطار لمواءمة احتياجات ومتطلبات قطاع الأعمال وتقنية المعلومات. هذه العمليات والنهج تدرج في إطار المبادئ التوجيهية، اذلك أقترح وضع برنامج تحسين الخدمة المستمرة (CSIP) كأساس لتنفيذ المشاريع ضمن برنامج العمل للرقابة. تخطط لتنفيذ إدارة الخدمات يركز أساسا على خدمة إدارة العمليات. وتشمل هذه العناصر:
خلق رؤية للعمل
تحليل المنظمة
تحديد الأهداف
تنفيذ إدارة خدمات تقنية المعلومات

### إدارة الأمن
هي العملية التي تضمن سرية وسلامة وإتاحة أصول المؤسسة والمعلومات والبيانات وخدمات تكنولوجيا المعلومات. وإدارة أمن المعلومات عادةً تمثل جزءاً من التوجه المؤسسي لإدارة الأمن والذي يكون ذا نطاق أوسع من مقدم خدمة تكنولوجيا المعلومات، ويشمل التعامل مع الأوراق، والمباني، والمكالمات الهاتفية، وغيرها، على مستوى المؤسسة كلها.

### إدارة البنية التحتية لتقنية المعلومات والإتصال
تختص بأفضل الممارسات الموصى بها لمتطلبات التحليل والتخطيط والتصميم والنشر وإدارة العمليات الجارية ودعم البنية التحتية التقنية لتكنولوجيا المعلومات والاتصالات.

#### تصميم وتخطيط تقنية المعلومات والإتصال
تتضمن الأطر ل4لنهج الاستراتيجي والتقني لتصميم وتخطيط البنى التحتية للتكنولوجيا المعلومات والاتصالات. وهو يتضمن مجموعة من الأعمال اللازمة كالاستراتيجية، مع التصميم الفني والهندسة المعمارية. المخرجات الرئيسية من التصميم والتخطيط هي:
- تكنولوجيا المعلومات والاتصالات استراتيجيات وسياسات وخطط
- تكنولوجيا المعلومات والاتصالات عموما العمارة وإدارة الهندسة المعمارية
- دراسات الجدوى، ITTs وSORs
- القضايا التجارية

#### إدارة تدشين تقنية المعلومات والإتصال
يوفر إطارا للإدارة الناجحة للتصميم وبناء واختبار وبدء تنفيذه (نشر) المشاريع ضمن برنامج تكنولوجيا المعلومات كما انه يركز على نطاق أوسع ليشمل التكامل اللازم لإدارة الإصدار والنشر للمهام الوظيفية والغير وظيفية.

#### إدارة تشغيل تقنية المعلومات والإتصال
توفر إدارة العمليات اليومية للاشراف التقني على البنية التحتية للتكنولوجيا المعلومات والاتصالات. كثيرا ما يخلط مع دور إدارة الحوادث من الخدمات المساندة والعمليات لديها تحيز مزيد من التفاصيل التقنية والقلق ليس فقط مع الحوادث المبلغ عنها من قبل المستخدمين، ولكن مع الأحداث التي تولدها أو تسجيلها من قبل البنية التحتية. في كثير من الأحيان تعمل بشكل وثيق مع إدارة الحوادث والخدمات المكتبية، والتي ليست، بالضرورة التقنية، لتوفير 'عمليات جسر'. العمليات، ولكن ينبغي في المقام الأول العمل على توثيق العمليات والإجراءات، وينبغي أن تشعر بالقلق مع عدد من عمليات فرعية محددة، مثل: إخراج الإدارة، وظيفة الجدولة، النسخ الاحتياطي واستعادة، وشبكة الرصد والإدارة، ونظام المراقبة والإدارة، وقاعدة بيانات لرصد / إدارة التخزين الرصد / الإدارة. العمليات هي المسؤولة عن:
- عالم مستقر وآمن البنية التحتية للتكنولوجيا المعلومات والاتصالات
- والحالية، وحتى الآن وثائق مكتبة التنفيذية ("ODL")
- وسجل لجميع الفعاليات التشغيلية
- صيانة الرصد أدوات تشغيلية وإدارية.
- التشغيلية النصية
- الإجراءات التنفيذية

#### الدعم الفني لتقنية المعلومات والإتصال
مختصة بوظيفة فنية في إطار البنية التحتية في المقام الأول وتقديم الدعم لعمليات أخرى، سواء في إدارة البنية التحتية أوالخدمات الإدارية.
كما انها توفر الدعم الفني لعدد من الوظائف المتخصصة: البحث والتقييم، الأسواق الذكية (لا سيما بالنسبة للتصميم والتخطيط وبناء القدرات للإدارة)، إثبات الفكرة رائدة والهندسة، واختصاصي الخبرة التقنية (لا سيما في العمليات ومشكلة التنظيم)، وإنشاء الوثائق

### الفائدة الاقتصادية
تعنى بأفضل الممارسات التي اقترحت لمعالجة بعض القضايا التي كثيرا ما تصادف في فهم وتحسين تكنولوجيا المعلومات لتقديم الخدمات، وذلك كجزء من متطلبات العمل بالكامل للإدارة عالية الجودة. هذه القضايا هي:
- إدارة استمرارية الأعمال: ووصف المسؤوليات والفرص المتاحة لمدير الأعمال لتحسين الخدمات الرئيسية التي تسهم في كفاءة العمل وفعاليته.
- التغيير المستمر: ومن التغييرات البنية التحتية يمكن أن تؤثر على الطريقة التي يدار بها هذا العمل أو على استمرارية العمليات التجارية. فمن المهم أن مديري الأعمال تنتبه لهذه التغيرات وضمان أن يتم اتخاذ خطوات لحماية الأعمال التجارية من آثار جانبية ضارة.
- التحول من ممارسة الأعمال التجارية من خلال تغيير جذري إلى التحكم في تكنولوجيا المعلومات ودمجها مع قطاع الأعمال.
- الشراكات والاستعانة بمصادر خارجية

### إدارة التطبيقات
تضم مجموعة من أفضل الممارسات المقترحة لتحسين النوعية الشاملة لتقنية المعلومات وتطوير البرمجيات وتقديم الدعم من خلال دورة حياة مشاريع تطوير البرمجيات، مع إيلاء اهتمام خاص لجمع المعلومات وتحديد الاحتياجات التي تلبي أهداف العمل.

### إدارة أصول البرامج
الموضوع الأصلي: إدارة أصول البرمجيات
هو ممارسة عملية إدماج الأشخاص والعمليات والتكنولوجيا للسماح للتراخيص استخدام البرمجيات وبصورة منهجية تتبعها وتقييمها وإدارتها. هدف سام هو تقليل نفقات تكنولوجيا المعلومات، الموارد البشرية العامة والمخاطر الكامنة في امتلاك وإدارة أصول البرمجيات.
ممارسات أصول البرامج SAM تشمل:
- الحفاظ على ترخيص برنامج الامتثال
- تعقب المخزون والأصول استخدام البرمجيات
- الحفاظ على سياسات وإجراءات موحدة المحيطة تعريف ونشر والتكوين، واستخدام، وتقاعد من أصول البرمجيات والنهائي مكتبة البرامج.
- اصول البرامج تمثل المكون البرمجيات لتكنولوجيا المعلومات وإدارة الأصول. ويشمل هذا الجهاز الفعال لإدارة الأصول لأن أجهزة التحكم في عمليات الجرد حاسمة في الجهود المبذولة لمكافحة البرمجيات. وهذا يعني الاشراف على البرامج والأجهزة التي تتألف منها المنظمة في أجهزة الكمبيوتر والشبكات

### التطبيق على نطاق مصغر
تنفيذ أصغر لوحدات أو إدارات تكنولوجيا المعلومات. في المقام الأول العمل على نفس المبادئ التوجيهية لأفضل الممارسات في التخطيط لتطبيق إدارة الخدمة، خدمة الدعم، وتقديم الخدمات ولكنها توفر توجيهات إضافية بشأن تركيبة من الأدوار والمسؤوليات، وتجنب الصراع بين الأولويات.

## مأخذ ضد مكتبة البنية التحتية لتقنية المعلومات
- الكتب الخاصة بها مرتفعة السعر وليست في متناول الجميع.
- يعتقد الكثيرون من مطبقي نظريات مكتبة البنية التحتية لتقنية المعلومات بأنها هي كل ما يحتاجه في إدارة تقنية المعلومات.
- تطبيق نظريات مكتبة البنية التحتية لتقنية المعلومات يحتاج إلى تدريب خاص.

## الشهادات

### للأفراد

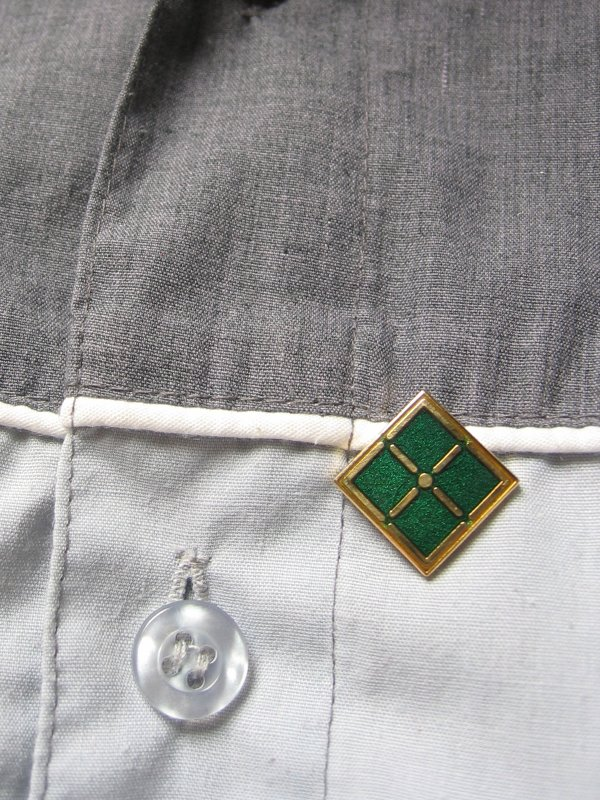
دبوس حاملي شهادات مكتبة البنية التحتية لتقنية المعلومات

يختلف نظام الشهادات ما بين النسخة الثانية والثالثة من مكتبة البنية التحتية تقنية المعلومات علما بانه يوجد امتحانات لترقية الشهادات من النسخة الثانية غلى النسخة، حيث كانت في النسخة الثانية عبارة عن 3 مراحل، مبتديء ممارس ومدير ولكن هذه الشهادات سيتم التعامل بها للتحول إلى النسخة الثالثة من المكتبة والتي تحتوي على 4 مراحل مبتديء، متوسط، متقدم، خبير.

### للشركات
بالنسبة للشركات التي تطبق سياسات وممارسات مكتبة البنية التحتية لتقنية المعلومات فلا يوجد هناك شهادات لها، بالرغم من أن تطبيق هذه السياسات والممارسات يسهل للشركات الحصول على شهادات أخرى مثل ISO/IEC20000 و ISO/IEC27000 و COBIT

## وصلات خارجية
- الموقع الرسمي لمكتبة البنية التحتية لتقنية المعلومات
- مكتب التجارة الحكومية البريطاني
- المنتدى الدولي لإدارة خدمات تقنية المعلومات - منطقة الخليج العربي

## مواضيع ذات صلة
- اتفاق مستوى الخدمة (SLA)
- إدارة خدمات المعلوماتية